# Thiago Almada
Thiago Ezequiel Almada (Ciudadela, 26 de abril de 2001) é um futebolista argentino que atua como meia-atacante. Atualmente, joga pelo Atlético de Madrid.

## Inicio
Thiago 'Guayo' Ezequiel Almada nasceu em 26 de abril de 2001, em Buenos Aires na Argentina. Cresceu no bairro de Fuerte Apache,  uma região com elevada taxa de criminalidade e uso de drogas. Para ganhar dinheiro extra, vendia frutas e legumes de porta em porta. Passou grande parte do seu tempo com os avós enquanto os pais trabalhavam.

## Carreira no clube

### Vélez Sarsfield
Aos quatro anos, Almada iniciou no futebol no mesmo time que o ex-jogador Carlos Tévez: Santa Clara. 
Aos cinco anos, foi contratado pelo Vélez Sarsfield  e passou pela academia de juniores. 
Em agosto de 2018, a  quatro meses do seu 17º aniversário, Almada estreou profissionalmente pelo clube. 
Em outubro de 2018, ele foi incluído na "Próxima Geração 2018" do The Guardian, começou sua carreira no time principal como atacante sob o comando do técnico Gabriel Heinze. 
Jogou ao lado de Matías Vargas, Nicolás Domínguez, Lucas Robertone e Fernando Gago. Nos primeiros dois anos ao serviço de Gabriel Heinze, Almada disputou 46 jogos e marcou nove golos.
Em 2020, o novo treinador do clube, Mauricio Pellegrino, transferiu Almada para o meio-campo, devido à saída de vários jogadores. 
Nas duas temporadas desde a passagem para o meio-campo,  Almada somou 15 golos em 42 jogos.

### Atlanta United
O Vélez Sarsfield anunciou que havia chegado a um acordo com o Atlanta United, clube da Major League Soccer, para a transferência de Almada em fevereiro de 2022. A transferência, supostamente no valor recorde da liga de $ 16 milhões, foi oficialmente anunciada por Atlanta em 9 de fevereiro de 2022. Atlanta United anunciou oficialmente a transferência de Almada com uma série de fotos na página do clube no Instagram, mostrando-o com o presidente do clube, Darren Eales, no Aeroporto Internacional Hartsfield-Jackson no centro de Atlanta. Pouco depois, Almada foi apresentado pela primeira vez com a camisa do clube perante milhares de torcedores em uma cerimônia virtual de boas-vindas.
Em 11 de fevereiro de 2022, Almada foi alvo de critica dos torcedores em Atlanta depois que foi revelado que em sua última partida pelo Vélez Sarsfield, ele havia marcado um gol e comemorado com um gesto racialmente insensível com os olhos, isso levantou muitas preocupações para o clube e seu futuro, mas ele se desculpou logo após ser questionado sobre a situação.  Fez sua estreia na MLS contra o Charlotte FC como reserva, na vitória do Atlanta por 2–1. Pouco depois do jogo com o Charlotte FC, em 19 de março de 2022, Almada marcou o seu primeiro gol na MLS no empate em 3-3 contra o CF Montréal. O gol acabaria vencendo o concurso de Gol da Semana da MLS para a quarta rodada.

### Botafogo
A contratação de Thiago Almada pelo Botafogo, clube que joga o Campeonato Brasileiro, foi anunciada na madrugada do dia 30 de junho de 2024. Com a contratação de Thiago Almada, a elite do futebol brasileiro voltou a ter um jogador vencedor de Copa do Mundo após nove anos, que teve como último representante desta categoria o meia Ronaldinho Gaúcho.
Almada se tornou a contratação mais cara da história do futebol brasileiro, custando 25 milhões de dólares - aproximadamente 137 milhões de reais. Em 8 de agosto de 2024, Thiago Almada fez sua primeira partida com a camisa do Botafogo - na derrota por 1 a 0 para o Bahia, na Arena Fonte Nova - o gol foi marcado por Luciano Rodríguez, na eliminação na Copa do Brasil. Almada anotou seu primeiro gol pelo Botafogo na vitória sobre o Corinthians por 2 a 1, em 14 de setembro, no Nilton Santos, partida valida pela 26ª rodada do Brasileirão.
Em 11 de dezembro de 2024, Almada anunciou o fim de sua passagem pelo Glorioso, onde anotou três gols e duas assistências em 25 partidas disputadas, conquistando a Libertadores e o Campeonato Brasileiro. O jogador acionou uma cláusula de seu contrato que previa uma transferência para o Lyon.

### Lyon
No dia 15 de janeiro de 2025, o Lyon anunciou a contratação do meia Thiago Almada. O meia argentino chega ao clube francês por empréstimo gratuito até o meio do ano. O Lyon também pertence à Eagle Football, rede de clubes comandada pelo empresário John Textor, dono da SAF do clube carioca.

### Atlético de Madrid
Em 17 de julho de 2025, o Atlético de Madrid anunciou a contratação de Thiago Almada. O argentino tinha um acordo para a transferência desde o início do mês de julho e, aprovado nos exames médicos, é oficialmente reforço da equipe Colchonera. O contrato vai até junho de 2030. Segundo o jornalista italiano Fabrizio Romano, o Atlético de Madrid pagou cerca de 21 milhões de euros (R$ 135 milhões) por 50% dos direitos econômicos de Almada.

## Carreira internacional
Jogou pela seleção Argentina sub-20 em 2019 e pela seleção Argentina sub-23 em 2021. Foi oficialmente convocado para a seleção argentina para a Copa do Mundo FIFA de 2022 como substituto por lesão de Joaquín Correa. A Argentina acabou sagrando-se campeã mundial.
Foi convocado para disputar os Jogos Olímpicos de 2024 em Paris, onde marcou 2 gols. A seleção argentina acabou eliminada nas quartas-de-final para a França.

## Vida pessoal
Em fevereiro de 2021, após uma festa em San Isidro, Buenos Aires, foi acusado pelas autoridades locais, uma mulher de 28 anos disse ter sido abusada sexualmente por várias pessoas em uma casa alugada por Juan Martín Lucero. Seu clube suspendeu ele e Miguel Brizuela depois que a investigação se tornou pública. Uma semana após a suspensão de Almada, foi reintegrado no clube afirmando que "modificações substanciais foram geradas em virtude da incorporação de novas provas, perícias e testemunhos".

## Títulos
Botafogo
- Copa Libertadores da América: 2024
- Campeonato Brasileiro: 2024

Seleção Argentina
- Copa do Mundo da FIFA: 2022

### Prêmios individuais
- Equipe da temporada da Copa Libertadores da América: 2024[25]
- Equipe Ideal da América (El País): 2024[26]